# Gentong (Gadingrejo)
Gentong is een bestuurslaag in het regentschap Pasuruan van de provincie Oost-Java, Indonesië. Gentong telt 4901 inwoners (volkstelling 2010).